# Erechthias acroleuca
Erechthias acroleuca är en fjärilsart som beskrevs av Turner 1923. Erechthias acroleuca ingår i släktet Erechthias och familjen äkta malar. Inga underarter finns listade i Catalogue of Life.